# Calden
Calden est une municipalité allemande située dans le land de la Hesse et l'arrondissement de Cassel.

## Monuments
Calden est célèbre pour son château baroque de Wilhelmsthal (de) dont l'aspect date de 1743, selon la conception de l'architecte belge François de Cuvilliés.

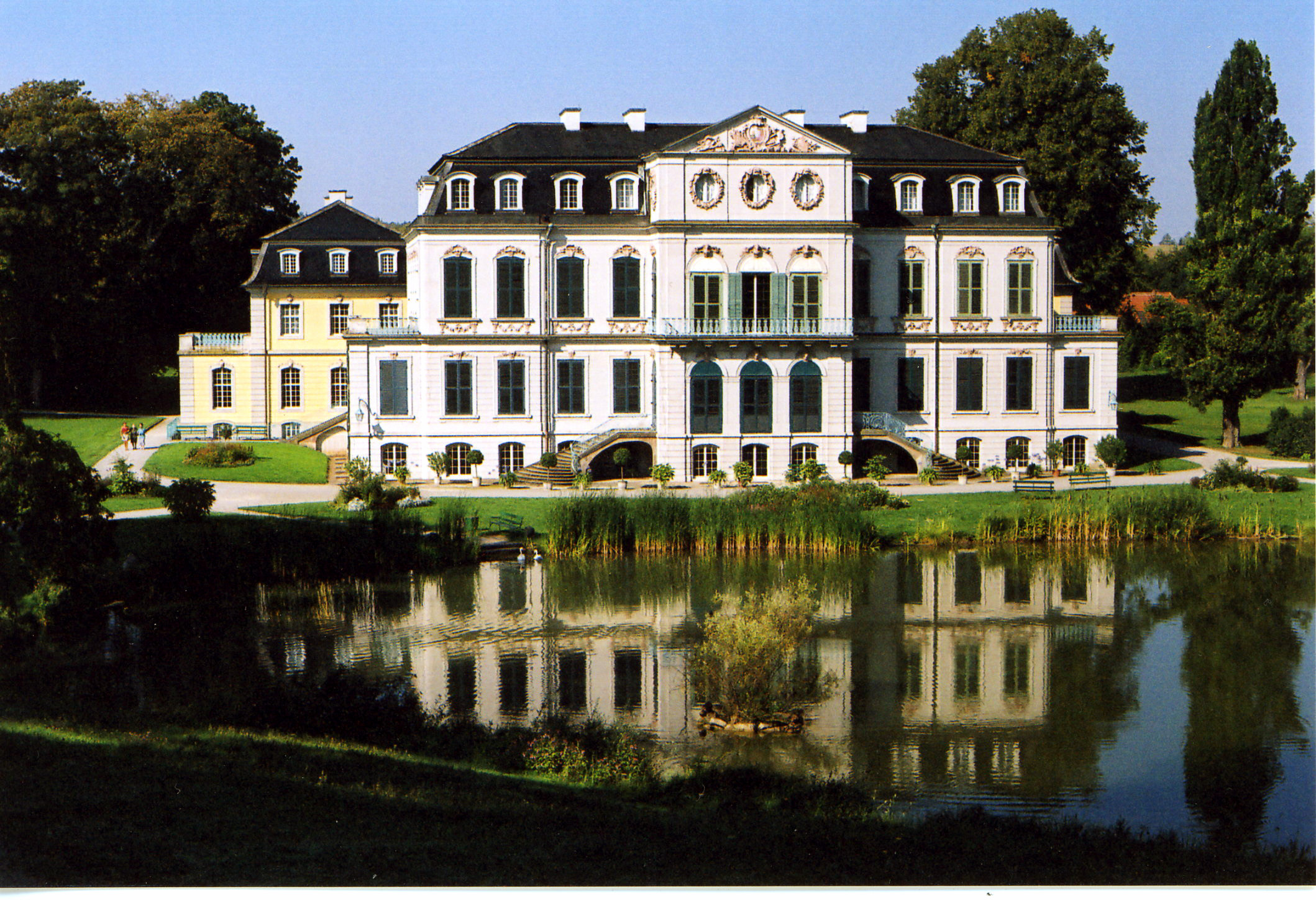
Le château de Wilhelmsthal en septembre 2004.

## Jumelage
- Ráckeve (Hongrie) depuis le 22 mai 1992[1]